# Myrmecophyes frontosus
Myrmecophyes (Myrmecophyes) frontosus – gatunek pluskwiaka różnoskrzydłego z rodziny tasznikowatych i podrodziny Orthotylinae.
Gatunek ten opisany został w 2000 roku przez I.S. Drapoluka i I.M. Kierżnera.
Pluskwiak o ciele długości od 2,1 do 3 mm. Ubarwienie błyszcząco czarne z matowo białą częścią półpokryw, żółtymi czułkami z brązowawym pierwszym członem u samców, żółtymi odnóżami z ciemniejszymi udami i czarnymi biodrami, a connexivum odwłoka całkiem lub częściowo białym. Wierzch ciała bezwłosy, tylko na półpokrywach rzadko, białawo omszony. Głowa o silnie wypukłym czole i płaskim ciemieniu. Obie płcie krótkoskrzydłe.
Owad znany z Kazachstanu, gdzie występuje na stepowych nizinach rejonu Celinograd, będąc drugim najdalej na północ występującym gatunkiem rodzaju.